# Stortjärnen (Edefors socken, Norrbotten, 734398-174240)
Stortjärnen är en sjö i Bodens kommun i Norrbotten och ingår i Luleälvens huvudavrinningsområde. Sjön har en area på 0,0902 kvadratkilometer och ligger 229,1 meter över havet.

## Delavrinningsområde
Stortjärnen ingår i det delavrinningsområde (734433-174170) som SMHI kallar för Mynnar i Svanisträsket. Medelhöjden är 267 meter över havet och ytan är 5,09 kvadratkilometer. Det finns inga avrinningsområden uppströms utan avrinningsområdet är högsta punkten. Vattendraget som avvattnar avrinningsområdet har biflödesordning 4, vilket innebär att vattnet flödar genom totalt 4 vattendrag innan det når havet efter 129 kilometer. Avrinningsområdet består mestadels av skog (98 procent). Avrinningsområdet har 0,09 kvadratkilometer vattenytor vilket ger det en sjöprocent på 1,8 procent.